# Franco Mistrali
Luigi Francesco Corrado Mistrali, più noto come Franco Mistrali (Parma, 27 luglio 1833 – Porretta Terme, 18 dicembre 1880), è stato un giornalista, romanziere e storico italiano. Ex ufficiale della marina austriaca, è stato autore di numerosi romanzi storici e popolari, pubblicati in particolare tra il 1860 e il 1865.

## Biografia
Figlio di Giangiacomo Mistrali e nipote del famoso Barone Vincenzo Mistrali, Franco Mistrali si segnalò alle cronache del periodo immediatamente successivo all'Unità per tre eventi significativi, slegati fra loro ma al contempo emblematici della sua complessa figura.
Il primo fatto di rilievo, in quanto delegato di associazioni operaie e convinto garibaldino e rivoluzionario, si rinviene nell'organizzazione del celebre viaggio a Caprera, per incontrare Garibaldi, che lo stesso Mistrali intervistò per stenderne la biografia.
Il secondo evento risiede nella pubblicazione del volume Vita di Gesù, dedicato al filologo e storico delle religioni francese Ernest Renan (autore egli stesso di una celebre opera dal medesimo titolo), che fu messo all'Indice dalla Chiesa cattolica nel marzo 1863.
Il terzo fatto significativo della sua biografia è connesso all'uscita di un volume sui vampiri che, pubblicato quasi trent'anni prima del Dracula di Bram Stoker, viene considerato il primo romanzo italiano sui "signori della notte". Qui, riprendendo peraltro uno dei suoi primi scritti del genere gotico, Mistrali narra la storia di una setta segreta che pratica, appunto, il culto del sangue.
Nel 1870 Mistrali decise di completare una trilogia ispirata alla battaglia di Forlì del 1282, dal titolo L'assedio di Forlì. Racconto del secolo XIII. I primi due volumi erano stati scritti da Bartolommeo Fiani.

### Nell'editoria
Franco Mistrali fondò a Milano nel giugno 1868 un periodico dal titolo Gazzettino Rosso, finanziato da autorità e sostenitori dei governi della Destra storica, al fine di contrastare il Gazzettino Rosa, fondato sempre nella città meneghina sei mesi prima da Felice Cavallotti e Achille Bizzoni, quale organo del radicalismo lombardo.
Nello stesso anno (1868) assunse proprietà e direzione del Monitore di Bologna, il più importante quotidiano felsineo (aveva il privilegio di pubblicare gli atti ufficiali degli enti pubblici). Nel 1873 rimase coinvolto nel fallimento della Banca dell'Emilia, di cui era consigliere delegato. Mistrali venne condannato a 5 anni di carcere per bancarotta fraudolenta.
Nonostante fosse stato incarcerato (nel 1873) continuò a dirigere il Monitore. I suoi acerrimi avversari, per ridurlo al silenzio, fondarono nel 1874 un giornale satirico, Il Matto, cui collaborò anche il poeta e scrittore Olindo Guerrini. In risposta agli attacchi del Matto, Mistrali fondò Il Piccolo Monitore.
Scarcerato all'inizio del 1878, fondò La Stella d'Italia. Morì il 18 dicembre 1880, stroncato da un aneurisma cardiaco.

## Opere principali
- Il conte di Cavour per Franco Mistrali col ritratto Litografato da A. Corsini, Parma, Dalla Stamperia di A. Stocchi, 1859.
- Gli ultimi giorni di Venezia o I Vespri veronesi e Campo Formio, 2 voll., Tip. Pagnoni, Milano 1860.
- Maria Maddalena, gli amori della peccatrice. Storia del Vangelo di Cristo, 2 voll., Tip. Pagnoni, Milano 1860.
- Fra Hieronimo Savonarola monaco e papa. Storia italiana del 15 secolo, 4 voll., Tip. Pagnoni, Milano 1860.
- Cinque anni di reggenza. Storia aneddotica di Maria Luisa di Borbone, Lib. Sanvito, Milano 1860.
- Storia popolare della rivoluzione di Sicilia e della impresa di Giuseppe Garibaldi compitala per Franco Mistrali sul diario di un Cacciatore della Alpi, Milano, Francesco Pagnoni, Tipografo Editore, 1860.
- I racconti del diavolo. Storia della paura, Tip. Pagnoni, Milano 1861.
- I briganti di Calabria, ovvero i Borboni di Napoli, 2 voll., Tip. Pagnoni, Milano 1861.
- Da Palermo a Gaeta. Storia popolare della campagna dell'Italia meridionale, Milano, Francesco Pagnoni, Tipografo Editore, 1861.
- Il pellegrinaggio degli operai italiani a Caprera, Milano, Presso la Libreria di Francesco Sanvito, 1861.
- Papa Alessandro VI. Ovvero la famiglia dei Borgia, 2 voll., Tip. Pagnoni, Milano 1861.
- Ritratti popolari. Vittorio Emanuele - Giuseppe Garibaldi - Camillo Cavour - Napoleone III - Pio IX, Antonelli, Lamocière - Francesco Giuseppe - I Principi spodestati, Milano, Presso Gernia e Erba tipografi-librai editori San vito al Pasquirolo N. 521, 1861.
- I misteri del Vaticano o la Roma dei papi, 4 voll., Tip. Borroni, Milano 1861-1864. (Vol. III)
- Il duca Valentino e la famiglia dei Borgia, ossia la corte romana ai tempi di papa Alessandro VI, 2 voll., Tip. Pagnoni, Milano 1862.
- Storia aneddotica politica militare della guerra d'Italia, Tip. Pagnoni, Milano 1862.
- Vita di Gesù. A Renan, Tip. Viotti & C., Milano 1863.
- Morte e testamento politico del commendatore avvocato Urbano Rattazzi, Milano, Presso Legros e Marazzani, 1863.
- Da Novara a Roma. Istoria della rivoluzione italiana, 6 voll., Società editrice, Bologna 1864-1869.
- Balilla, ovvero la cacciata degli austriaci da Genova, Tip. Pagnoni, Milano 1865.
- Il conte di Cagliostro ed il frate Lorenzo Ganganelli, s.e., Milano 1865.
- I ricordi di un uomo inutile, Tip. Cardinali, Bologna 1869.
- Le ciarle bolognesi, Tip. dei Compositori, Bologna 1869.
- Ricordo della esposizione agraria industriale di Bologna inaugurata il 3 ottobre 1869, Tip. dei Compositori, Bologna 1869.
- Il vampiro. Storia vera, Tip. dei Compositori, Bologna 1869.
- *  Sotto la cenere. Memorie di un prete, Bologna, Società tipografica dei Compositori, 1874.
- L'assedio di Forlì. Racconto del secolo XIII. Volume III. Guido Bonatti, Tip. Brugnoli, Lugo 1876.
- Povera donna! Studi dal vero, Tip. Agenzia della Stella d'Italia, Bologna 1880.